# 저스티스 (드라마)
《저스티스》는 KBS 2TV에서 2019년 7월 17일부터 2019년 9월 5일까지 방영된 KBS 2TV 수목 드라마이다.

## 줄거리
복수를 위해 악마와 거래한 타락한 변호사 이태경과 가족을 위해 스스로 악이 된 남자 송우용이 여자 배우 연쇄 실종 사건의 한가운데서 부딪히며 대한민국 VVIP들의 숨겨진 뒷모습을 파헤치는 소셜스릴러 드라마

## 방송 시간
| 방송 채널 | 방송 기간 | 방송 시간                            | 방송 분량                                  |
| --------- | --- | ------------------------------------ | ------------------------------------------ |
| KBS 2TV   | 2019년 7월 17일 ~ 2019년 9월 5일 [1회~32회] (본방송) | 매주 수요일, 목요일 밤 10:00 ~ 11:10 | 70분 (1회당 35분 / 2회 연속방송)           |
| KBS 2TV   | 2019년 7월 18일 ~ 2019년 8월 8일 [1,2회] / [5,6회] / [9,10회] / [13,14회] (재방송) 2019년 8월 22일 ~ 2019년 9월 5일 [21,22회] / [25,26회] / [29,30회] (재방송) | 매주 목요일 오전 11:00 ~ 낮 12:10    | 70분                                       |
| KBS 2TV   | 2019년 7월 21일 ~ 2019년 9월 8일 [1회~32회] (UHD 재방송) (화면해설방송)                                                                                        | 매주 일요일 오후 1:20 ~ 3:40         | 140분 (70분+70분)                          |
| KBS 2TV   | 2019년 7월 24일 ~ 2019년 9월 11일 [1회~32회] (UHD 재방송) (화면해설방송)                                                                                       | 매주 수요일 오전 11:00 ~ 오후 1:00   | 120분                                      |
| KBS 2TV   | 2019년 8월 15일 [1~18회 몰아보기] (특별판 3부작) | 목요일 오전 11:10 ~ 오후 1:25        | 135분 (1부 ,2부, 3부 각각 45분씩 분할방영) |

## 등장 인물

### 주요 인물
- 최진혁 : 이태경 역 - 34세. 업계 최고의 승소율을 자랑하는 변호사[2]
- 손현주 : 송우용 역 - 53세. ㈜범중건설 회장
- 나나 : 서연아 역 - 30세. 서울중앙지검 형사3부 검사[1]
- 박성훈 : 탁수호 역 - 33세. ㈜정진그룹 부회장
- 이학주 : 마동혁 역 - 31세. 강남경찰서 강력계 형사
- 이호재 : 서동석 역 - 62세. 연아의 아버지이자, 전직 검찰총장. 차기 법무부 장관으로 유력
- 김지현 : 차남식 역 - 42세. 서울중앙지검 형사 부장검사
- 오만석 : 주만용 역 - 50세. 서울중앙지검 차장검사
- 조달환 : 남원기 역 - 42세. 이태경의 로펌사무실 사무장

### 장엔터테인먼트
- 지혜원 : 장영미 역 - 24세. ㈜장엔터테인먼트 신예 배우
- 이서안 : 정해진 역 - 27세. ㈜장엔터테인먼트 신예 배우
- 양현민 : 장치수 역 - 39세. ㈜장엔터테인먼트 소속사 대표
- 김민석 : 이동일 역 - 27세. ㈜장엔터테인먼트 소속 매니저

### 그 외 인물
- 김현목 : 이태주 역 - 사망 당시 22세. 이태경의 동생
- 장인섭 : 최도식 역 - 34세. 송우용 회장의 심복이자, 부하
- 이서환 : 국진태 역 - 45세. 연아 검사실 수사계장
- 이봄소리 : 박효림 역 - 23세. 연아 검사실 서기
- 이대연 : 강일만 역 (특별 출연) - 59세. 강남 경찰서 강력계 형사
- 허동원 : 양철기 역 - 39세. 전과7범인 용역 건달
- 이강욱 : 조현우 역 - 29세. 교통사고로 인해 태주를 죽게 만든 진범. 중증 마약중독자로 히죽히죽 웃는 등 조현병 증세보임
- 이황의 : 도훈제 역 - 55세. 현직 국세청장. 차기 국토부 장관으로 손꼽히는 인물
- 한기중 : 신일훈 역 - 58세. 대한민국에서 가장 큰 영향력이 있는 언론사 일신일보의 회장
- 이얼 : 우종렬 역 - 58세. 연아가 근무하고 있는 서울 지검의 검찰총장으로 연아의 아버지인 동석과는 절친한 동기 사이이자, 적대 관계
- 주니 : 심선희 역 - 사고로 시력을 잃어가는 인물. 극의 키 포인트를 쥐고 있는 인물
- 송덕호 : 심광희 역 - 심선희의 오빠
- 양희원
- 김희찬 : 송대진 역 - 송우용의 아들
- 박승태
- 한갑수 : 탁 회장 역 - 정진 그룹 회장
- 유하복
- 이정성
- 강동엽
- 박성균
- 정병호
- 엄지만
- 성찬호
- 김종호
- 최재웅 : 장닭 역
- 변우영
- 김재홍
- 남현종
- 박기륭
- 오경주

## 시청률
최저 시청률과 최고 시청률은 시청률 조사회사와 지역별로 시청률에 차이가 있을 수 있습니다.
| 2019년 | 2019년   | 2019년         | 2019년         | 2019년       | 2019년 |
| 회차   | 방송일   | TNmS 시청률    | AGB 시청률     | AGB 시청률   |        |
| 회차   | 방송일   | 대한민국(전국) | 대한민국(전국) | 서울(수도권) |        |
| ------ | -------- | -------------- | -------------- | ------------ | ------ |
| 제1회  | 7월 17일 | 5.3%           | 6.1%           | 6.2%         |        |
| 제2회  | 7월 17일 | 5.9%           | 6.4%           | 6.5%         |        |
| 제3회  | 7월 18일 | 5.0%           | 3.8%           | %            |        |
| 제4회  | 7월 18일 | 5.3%           | 4.8%           | %            |        |
| 제5회  | 7월 24일 | %              | 5.5%           | 6.0%         |        |
| 제6회  | 7월 24일 | %              | 6.3%           | 6.4%         |        |
| 제7회  | 7월 25일 | 3.8%           | 4.2%           | %            |        |
| 제8회  | 7월 25일 | 4.6%           | 5.4%           | 5.8%         |        |
| 제9회  | 7월 31일 | %              | 4.3%           | %            |        |
| 제10회 | 7월 31일 | %              | 4.6%           | %            |        |
| 제11회 | 8월 1일  | %              | 4.4%           | 4.7%         |        |
| 제12회 | 8월 1일  | %              | 5.3%           | 5.5%         |        |
| 제13회 | 8월 7일  | %              | 4.2%           | %            |        |
| 제14회 | 8월 7일  | 5.2%           | 5.1%           | %            |        |
| 제15회 | 8월 8일  | %              | 4.3%           | %            |        |
| 제16회 | 8월 8일  | %              | 5.0%           | 4.9%         |        |
| 제17회 | 8월 14일 | %              | 4.2%           | %            |        |
| 제18회 | 8월 14일 | 5.1%           | 4.7%           | %            |        |
| 제19회 | 8월 15일 | 4.2%           | 4.7%           | %            |        |
| 제20회 | 8월 15일 | 5.1%           | 5.4%           | 5.8%         |        |
| 제21회 | 8월 21일 | 5.4%           | 5.0%           | 6.2%         |        |
| 제22회 | 8월 21일 | 6.3%           | 5.8%           | 6.5%         |        |
| 제23회 | 8월 22일 | %              | 5.3%           | 5.1%         |        |
| 제24회 | 8월 22일 | 5.7%           | 6.2%           | 6.3%         |        |
| 제25회 | 8월 28일 | 5.4%           | 6.0%           | 5.7%         |        |
| 제26회 | 8월 28일 | 6.1%           | 6.4%           | 6.0%         |        |
| 제27회 | 8월 29일 | 5.8%           | 5.7%           | 6.0%         |        |
| 제28회 | 8월 29일 | 5.9%           | 6.2%           | 6.3%         |        |
| 제29회 | 9월 4일  | 5.5%           | 5.8%           | 5.8%         |        |
| 제30회 | 9월 4일  | 6.5%           | 7.0%           | 7.2%         |        |
| 제31회 | 9월 5일  | %              | 3.4%           |              |        |
| 제32회 | 9월 5일  | 6.3%           | 6.3%           | 6.5%         |        |

## 편성 변경
- 2019년 9월 5일 : 밤 9시 20분으로 편성 변경. (31회, 32회)

## 수상
- 2019년 KBS 연기대상 미니시리즈부문 여자 우수상 나나

## 동시간대 드라마
- SBS 수목 미니시리즈

《닥터 탐정》 (2019년 7월 17일 ~ 2019년 9월 5일)

## 같이 보기
- 대한민국의 텔레비전 드라마 목록 (ㅈ)
- 2019년 대한민국의 텔레비전 드라마 목록